# Liste des maires de Lyon
Cet article dresse une liste par ordre de mandat des maires de Lyon. Avec la Révolution française, ils succèdent aux prévôts des marchands nommés par le roi.

## La première municipalité (1790-1796)
| N° | Nom                                   | Étiquette    | Début du mandat | Fin du mandat |
| -- | ------------------------------------- | ------------ | --------------- | ------------- |
| 1  | Fleuri Zacharie Simon Palerne de Savy | Monarchiste  | 1790            | 1790          |
| 2  | Louis Vitet                           | Girondin     | 1790            | 1792          |
| 3  | Antoine Nivière-Chol                  | Girondin     | 1792            | 1793          |
|    | Jean-Emmanuel Gilibert                | Girondin     | 1793            | 1793          |
| 4  | Antoine-Marie Bertrand                | Montagnard   | 1793            | 1793          |
| 5  | Jean-Jacques Coindre                  | Girondin     | 1793            | 1793          |
|    | Antoine-Marie Bertrand                | Montagnard   | 1793            | 1794          |
| 6  | Alphonse-Laurent-Antoine Salamon      | Thermidorien | 1794            | 1796          |

## La ville partagée en divisions (1796-1805)
De 1796 à 1805, la ville (ou canton de Lyon) est partagée en trois divisions ayant chacune leur maire :
- 1796-1799 :
  1. Division Nord : Jean-François Bossu
  2. Division Sud : Pierre Mauteville
  3. Division Ouest : Berthelet

- 1799-1805 :
  1. Division Nord : Jean-Marie Parent
  2. Division Sud : André-Paul Sain-Rousset, plus tard baron de Vauxonne
  3. Division Ouest : André Bernard de Charpieux

## De l'Empire à la Deuxième République: retour à la mairie unique (1805-1852)
| N° | Nom                                       | Début du mandat | Fin du mandat |
| -- | ----------------------------------------- | --------------- | ------------- |
| 9  | Nicolas-Marie-Jean-Claude Fay de Sathonay | 1805            | 1812          |
|    | André-Paul Sain-Rousset                   | 1812            | 1813          |
| 10 | André d'Albon                             | 1813            | 1814          |
| 11 | Jean-Joseph Méallet de Fargues            | 1814            | 1815          |
| 12 | Antoine-Gabriel Jars                      | 1815            | 1815          |
|    | Jean-Joseph Méallet de Fargues            | 1815            | 1818          |
| 13 | Pierre-Thomas Rambaud                     | 1818            | 1826          |
| 14 | Jean de Lacroix-Laval                     | 1826            | 1830          |
| 15 | Victor Prunelle                           | 1830            | 1835          |
| 16 | Christophe Martin                         | 1835            | 1840          |
| 17 | Jean-François Terme                       | 1840            | 1848          |
| 18 | Démophile Laforest                        | 1848            | 1848          |
| 19 | Édouard Réveil                            | 1848            | 1852          |

## Second Empire: la division du pouvoir (1852-1870)
Le 24 mars 1852 est publié le décret de création de l’agglomération lyonnaise, avec transfert des fonctions de maire des villes de Lyon, de la Guillotière, de la Croix-Rousse et de Vaise (ces trois dernières étant rattachées à la ville de Lyon) au préfet du Rhône. Le préfet assume donc, dans les faits, la fonction de maire de la ville (bien que le titre ait été supprimé).
Le décret met en place une commission municipale, dont les 30 membres sont nommés par le président de la République, et qui remplit les fonctions du conseil municipal. Seul le préfet à le pouvoir de convoquer la commission.
La ville est divisée en cinq arrondissements (puis six à partir de 1867) ayant chacun un maire, désigné par le pouvoir central.

## Troisième République (1870-1940)
| N°                                                                      | Nom | Nom                               | Parti               | Début du mandat   | Fin du mandat     |
| ----------------------------------------------------------------------- | --- | --------------------------------- | ------------------- | ----------------- | ----------------- |
| 20                                                                      |     | Jacques-Louis Hénon (1802-1872)   | Républicain         | 15 septembre 1870 | † 28 mars 1872    |
| 21                                                                      |     | Désiré Barodet (1823-1906)        | Républicain radical | 23 avril 1872     | 4 avril 1873      |
| Suppression du titre de Maire de Lyon du 4 avril 1873 au 23 avril 1881. |     |                                   |                     |                   |                   |
| 22                                                                      |     | Antoine Gailleton (1829-1904)     | Républicain radical | 23 avril 1881     | 18 mai 1900       |
| 23                                                                      |     | Jean-Victor Augagneur (1855-1931) | PRS                 | 18 mai 1900       | 30 octobre 1905   |
| 24                                                                      |     | Édouard Herriot (1872-1957)       | RAD                 | 3 novembre 1905   | 20 septembre 1940 |

## Régime de Vichy (1940-1944)
| N° | Nom | Nom                          | Parti | Début du mandat   | Fin du mandat    |
| -- | --- | ---------------------------- | ----- | ----------------- | ---------------- |
|    |     | Georges Cohendy (1886-1985)  | SE    | 20 septembre 1940 | 20 juin 1941     |
| 25 |     | Georges Villiers (1899-1982) | SE    | 20 juin 1941      | 31 décembre 1942 |
| 26 |     | Pierre Bertrand (1897-1980)  | SE    | 20 janvier 1943   | 11 février 1944  |

## GPRF et Quatrième République (1944-1958)
| N° | Nom | Nom                         | Parti        | Début du mandat  | Fin du mandat  |
| -- | --- | --------------------------- | ------------ | ---------------- | -------------- |
|    |     | Justin Godart (1871-1956)   | RAD          | 3 septembre 1944 | 18 mai 1945    |
|    |     | Édouard Herriot (1872-1957) | RAD          | 18 mai 1945      | 26 mars 1957   |
|    |     | Louis Pradel (1906-1976)    | RAD puis DVD | 14 avril 1957    | 4 octobre 1958 |

## Cinquième République (depuis 1958)
| Nom | Nom                            | Parti           | Parti | Début du mandat | Fin du mandat    |
| --- | ------------------------------ | --------------- | ----- | --------------- | ---------------- |
|     | Louis Pradel (1906-1976)       |                 | DVD   | 4 octobre 1958  | 27 novembre 1976 |
|     | Francisque Collomb (1910-2009) | 5 décembre 1976 | DVD   | 24 mars 1989    |                  |
|     | Michel Noir (1944)             |                 | RPR   | 24 mars 1989    | 25 juin 1995     |
|     | Raymond Barre (1924-2007)      |                 | UDF   | 25 juin 1995    | 25 mars 2001     |
|     | Gérard Collomb (1947-2023)     |                 | PS    | 25 mars 2001    | 17 juillet 2017  |
|     | Georges Képénékian (1949)      |                 | LREM  | 17 juillet 2017 | 5 novembre 2018  |
|     | Gérard Collomb (1947-2023)     | 5 novembre 2018 | LREM  | 4 juillet 2020  |                  |
|     | Grégory Doucet (1973)          |                 | EÉLV  | 4 juillet 2020  | En cours         |

## Statistiques
- Le plus long mandat : Édouard Herriot (47 ans en tout)
- Le plus court mandat : Antoine Nivière-Chol (74 jours)
- La durée moyenne du mandat : 7 ans
- Le plus jeune lors de son élection : Édouard Herriot (33 ans)
- Le plus âgé lors de son élection : Raymond Barre (71 ans)
- Le plus jeune en fin de mandat : Antoine-Marie Bertrand (40 ans)
- Le plus âgé en fin de mandat : Édouard Herriot (85 ans)
- Le record de longévité (durée de vie) : Francisque Collomb (98 ans)
- Le record de brièveté (durée de vie) : Jean-Joseph Méallet de Fargues (41 ans)
- La longévité moyenne : 73 ans
- Les maires morts pendant leur mandat : Nicolas-Marie-Jean-Claude Fay de Sathonay, Jean-Joseph Méallet de Fargues, Jean-François Terme, Jacques-Louis Hénon, Édouard Herriot, Louis Pradel
- Profession la plus représentée : 7 médecins (Vitet, Prunelle, Terme, Hénon, Gailleton, Augagneur, Képénékian)